# Carriers at War
Carriers at War – strategiczna gra turowa w realiach II wojny światowej na Pacyfiku, wyprodukowana i wydana w 1991 przez Strategic Studies Group.